# Уљановски државни технички универзитет
Уљановски државни технички универзитет (пуни назив савезне државне буџетске образовне установе високог образовања „Уљановски државни технички универзитет", познат и као УлГТУ, незванични назив - Политецх ) - високошколска установа која се налази у Уљановску, највећи је технички универзитет у Уљановској области и један је од водећих научних центара региона Волге.  (до 1994. године носио је назив Политехнички институт, основан 1957. године ). Број студената - више од 10.000 људи . Обука се изводи на 52 одјељења, у 48 специјалности и 33 области .

## Универзитет данас
- Универзитет данас

## Историја
У вези са вишеструким повећањем индустријског и техничког потенцијала у граду Уљановску, ком је претходила евакуација већег броја великих индустријских предузећа из западних и централних региона земље, градова који су били угрожени нацистичком окупацијом током Великог отаџбинског рата, постојала је хитна потреба да се организује обука инжењерског особља у граду Уљановску . Због тога је руководство региона поднијело петицију централним управним органима за отварање високотехничке образовне установе у граду. Овај захтјев је одобрен и 1956. године у Уљановску је отворен вечерњи факултет Кујбишевског индустријског института . Одлуком Савјета министара РСФСР од 6. септембра 1957. године факултет је претворен у вечерњи политехнички институт .
Наредбом Министарства високог образовања СССР-а од 18. септембра 1957. године структуру института чине три вечерња факултета: машински са смјеровима "Технологија машинства", „Машине и алати за сечење метала"; енергетика са смјером „Електрификација индустријских предузећа и инсталација“; зграда са смјером „Индустријска и нискоградња“ и дописни факултет са смјеровима „Машинство“ и „Инструментоградња“. Истим налогом планирано је да се створи шест одјељења: марксизам-лењинизам, вишу математику и теоријску механику, нацртну геометрију и цртање, физику и хемију, стране језике, електротехнику и отварање библиотеке. У првој академској години на институту је студирало 699 студената, укључујући 431 на вечерњем одјељењу и 268 на дописном. Сљедеће године, студенти су примљени на још два смјера: „Ваздухопловна инструментација“, „Пројектовање и технологија за производњу радио опреме“. Први студенти института били су млади радници и запослени са средњом стручном спремом. На послу су се усавршавали, стицали теоријска знања неопходна за савладавање сложене технологије савремене производње.
У почетку је настава на институту морала да се одржава у тешким условима: у лоше адаптираној малој згради у Засвијашком округу града. Готово у потпуности је изостала неопходна образовна опрема и уређаји, образовна и научна литература. У то вријеме, библиотека института имала је мање од хиљаду и по примјерака књига. Било је одређених потешкоћа у формирању научно-педагошког тима. Први директор института био је ванредни професор, кандидат техничких наука И. И. Шабанов, а први декани били су А. ИН. Бабушкин А. И. Васин и А. А. Серов. Године 1958. Л. В. Кхудобин је постављен за замјеника директора универзитета, који је постао познати наставник и истакнути научник, доктор техничких наука, професор, заслужни радник науке и технологије. Важну улогу у организацији и развоју универзитета одиграо је и А. М. Алтухов, који је 1960. године постављен за његовог ректора. Сви су они стајали на почетку универзитета. Захваљујући њиховом залагању, већ 1959. године контингент ученика је бројао 1315 људи. Материјална база је проширена због зграде која се налази у улици Енгелс, 27. Тренутно се на овој адреси налази Машински факултет.
Важан догађај који је одредио даљи развој института била је Уредба Савјета министара СССР од 12. јула 1962. године и, у складу са њом, Уредба Савјета министара РСФСР од 30. јула 1962. године о организацији Уљановског политехничког института са редовним образовањем. Истовремено је задржао вечерње и учење на даљину. У складу са Уредбом, организовани су машински и радиотехнички факултети за дневну наставу и формирано 21 одјељење. Овдје је почетком 1963. године већ радило 108 наставника са пуним радним временом, укључујући 32 кандидата наука, доценти. У то вријеме, на универзитету је студирало око 2,4 хиљаде студената. Унапријеђен је рад са дописним студентима, а у циљу унапређења образовно-методичког рада са њима 1962. године. У Димитровграду (Мелекессе) отворен је образовно‐савјетодавни центар. 
1975. године у сјеверном дијелу града почела је изградња образовне зграде института.
Наредбом Државног комитета за високо образовање Руске Федерације број 524 од 26. маја 1994. године, Политехнички институт Уљановск је трансформисан у Уљановски државни технички универзитет .

### Радиотехнички факултет
У јуну 2006. године, у Уљановском огранку ИРЕ РАС (Уљановски огранак Института за радиотехнику и електронику Руске академије наука), заједно са Уљановским државним техничким универзитетом (УлСТУ), основним одсјеком за радиотехнику, Опто - и настала је Наноелектроника (РОН)  .

### Међународни институт

#### Додатне поделе
- Институт за даљинско и додатно образовање;
- Висока школа економије и информатике (КЕИ);
- Барисх Цоллеге - огранак УлСТУ ( Св. Бариш, Уљановска област ) [4] ;
- Лицеј при УлГТУ [5] [6] [7] ;

## Руководиоци института
- Шабанов И. И. 1957-1960, директор;
- Алтухов А.М. 1960-1964, директор;
- Корнилов В. В. 1964-1969, ректор;
- Андреев В. А. 1969-1980, ректор;
- Казаров О. В. 1980-1987, ректор;
- Николаев В. М. 1987-1989, ректор;
- Ефимов В. В. 1989-1999, ректор;
- Горбоконенко А. Д. 1999—2015, ректор;
- Пинков А.П. 2015—2019 и. О. ректор;
- Јарушкина Н.Г. 2020—сада ц., ректор.

1. ↑  „Губернатор Ульяновской области Сергей Морозов поздравляет УлГТУ с юбилеем”. Архивирано из оригинала 2014-03-07. г. Приступљено 2013-02-03.
2. ↑  „История становления, развития и современного состояния Ульяновского государственного технического университета”. Архивирано из оригинала 2013-02-20. г. Приступљено 2013-02-04.
3. ↑  „Открыта новая кафедра - Ульяновский государственный технический университет”. www.ulstu.ru. Архивирано из оригинала 2020-08-13. г. Приступљено 2020-08-06.
4. ↑  „Главная | Барышский колледж”. barish.ulstu.ru. Приступљено 2023-03-31.
5. ↑  „Лицей при УлГТУ”. liczejulgtuulyanovsk-r73.gosweb.gosuslugi.ru (на језику: руски). Архивирано из оригинала 31. 03. 2023. г. Приступљено 2023-03-31.
6. ↑  „Основные сведения”. licey-ulstu.siteedu.ru. Приступљено 2023-03-31.
7. ↑  „Кузница инженеров и программистов. Как лицей при УлГТУ стал школой старшеклассников”. Улправда (на језику: руски). Приступљено 2023-03-31.

## Линкови
- Званични сајт
- Електронска библиотека пуних текстова образовних и научних публикација УлСТУ Архивирано на веб-сајту  (4. септембар 2012)
- Виртуелни 3Д обилазак УлСТУ Архивирано на веб-сајту  (4. мај 2012)